# Aleš Vodsedalek
Aleš Vodsedalek, född 5 mars 1985 i Jilemnice i Tjeckien, är en tjeckisk tävlande i nordisk kombination.
Han deltog i OS i Turin 2006.